# スーリヤ

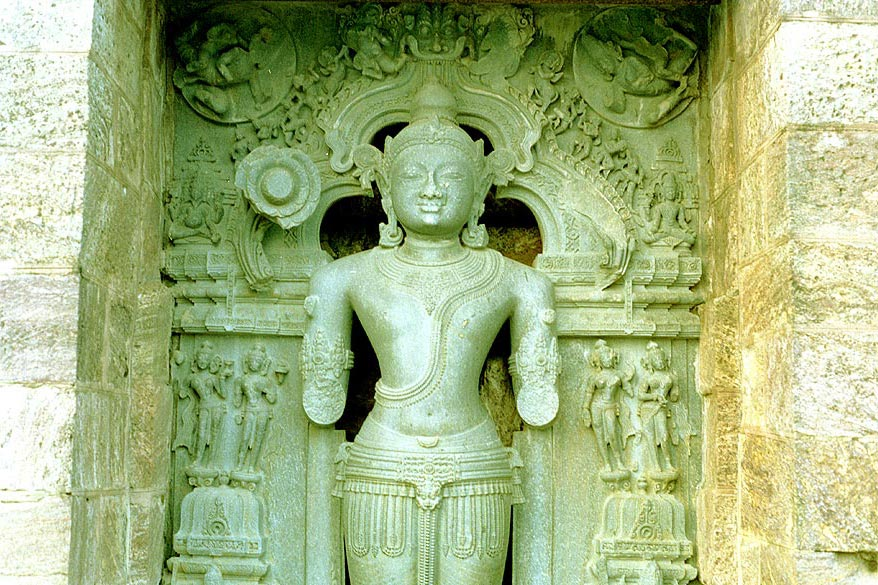
コナーラク寺院のスーリヤ

スーリヤ（सूर्य、Sūrya）は、インド神話に伝わる太陽神。天空神ディヤウスの息子とも、女神アディティの息子たちアーディティヤ神群の一柱ともされる。また原初の巨人プルシャの目から生まれたとも言われる。妻にサンジュニャー、息子にカルナ、スグリーヴァ を持つ。
一般的に、金髪に3つの目、そして4本の腕を持つ姿で現される。7頭の馬が引く戦車に乗り、天を翔るという。インドラと並ぶ実力を持つ。
太陽神故に全身から高熱を発しており、生まれた時に母親に放り出されたとされる。
仏教では日天とされ、現代では同じアーディティヤ神群であり太陽神のヴィシュヌと同一視される傾向にある。

## 画像集

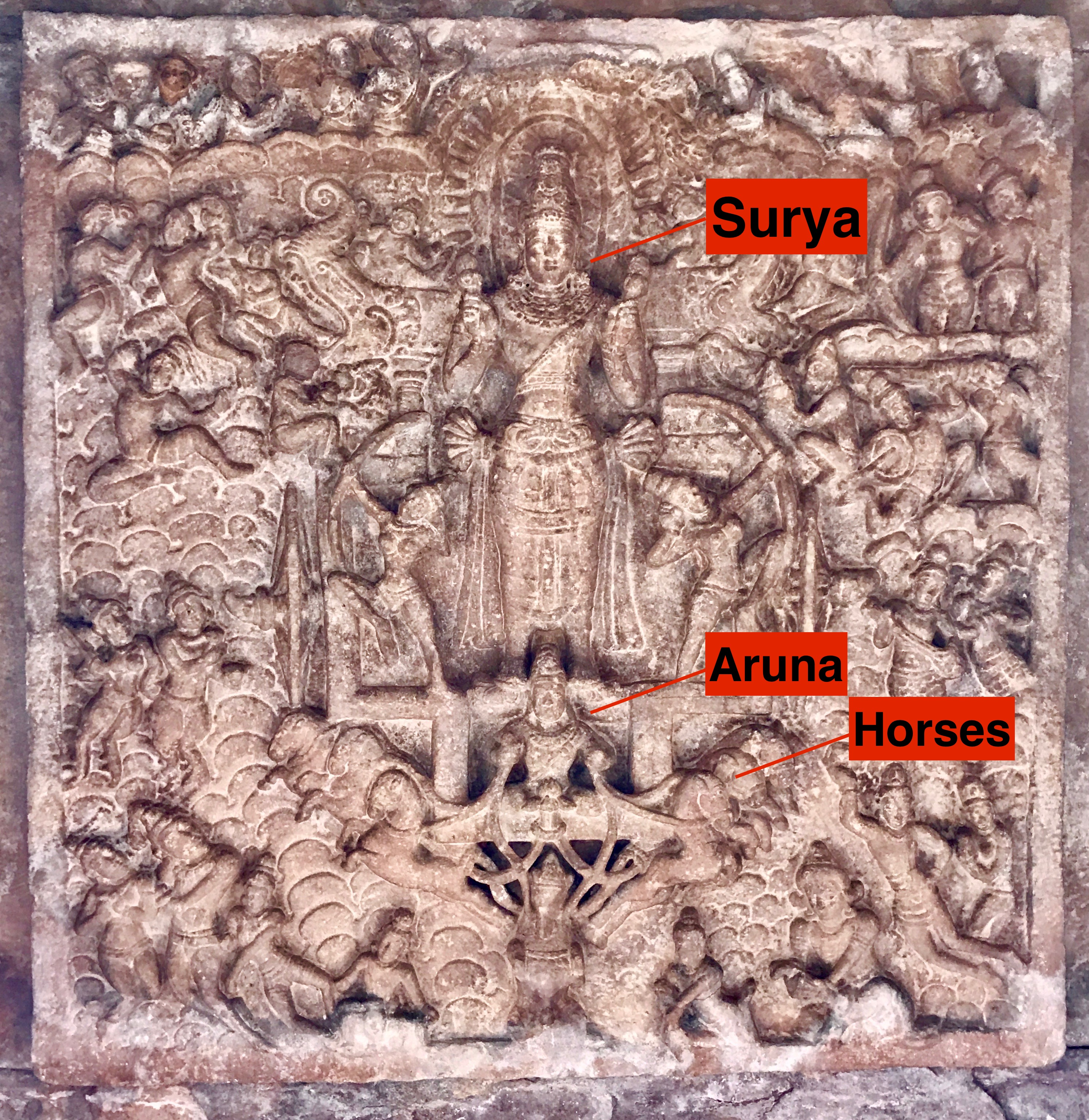
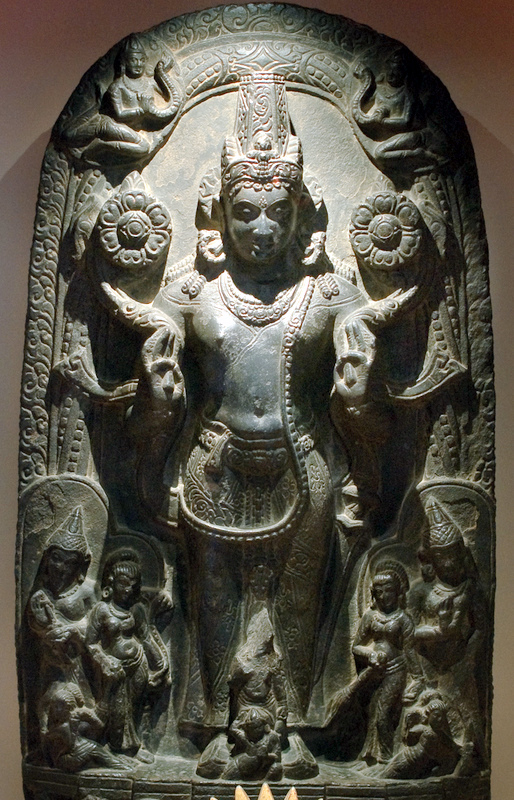
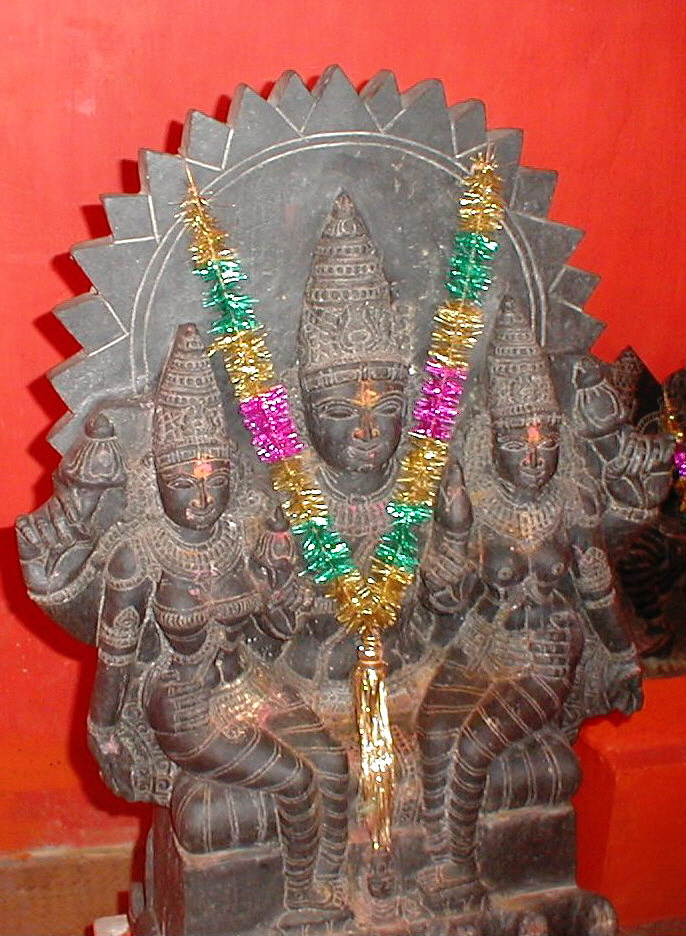
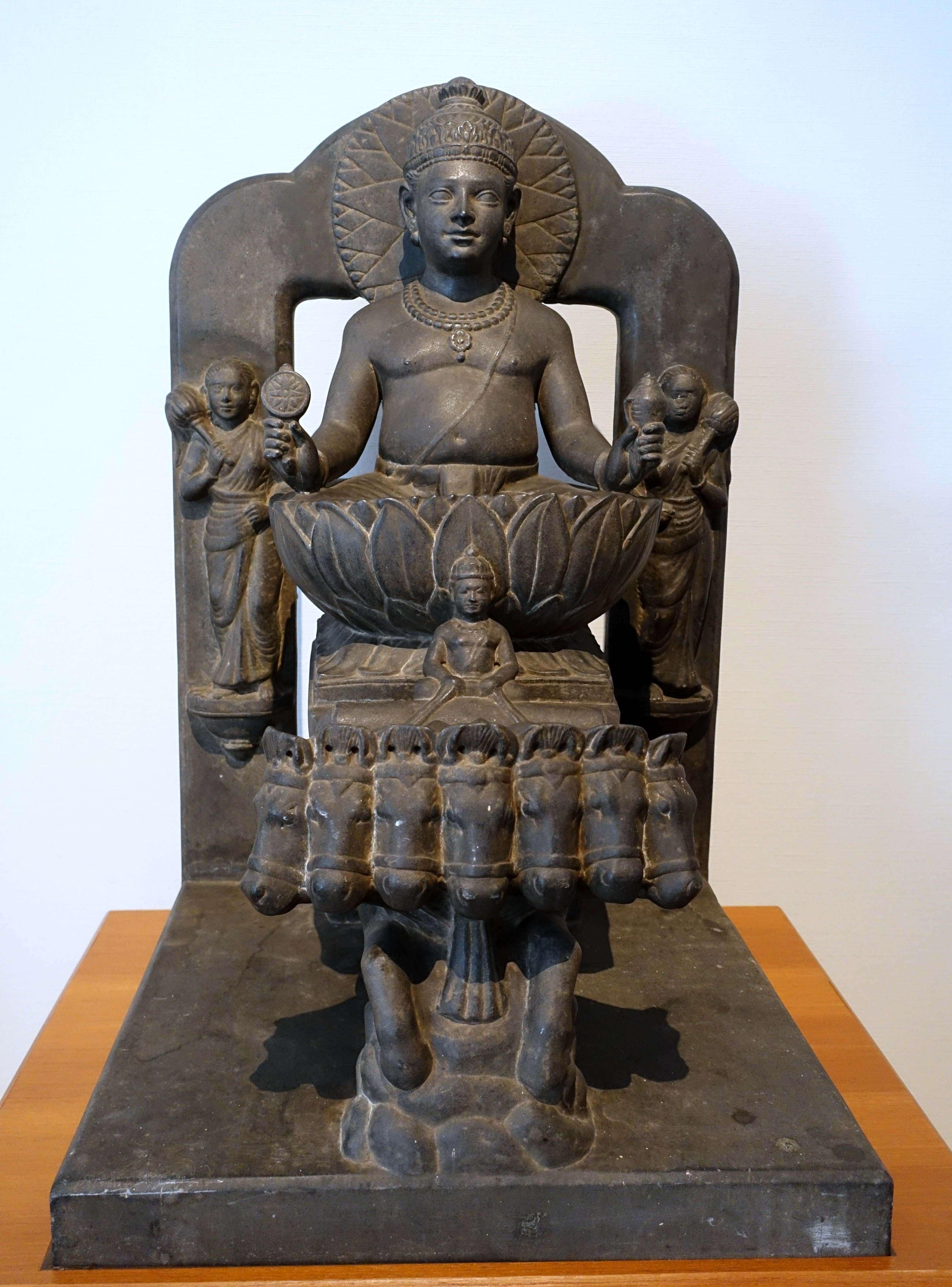
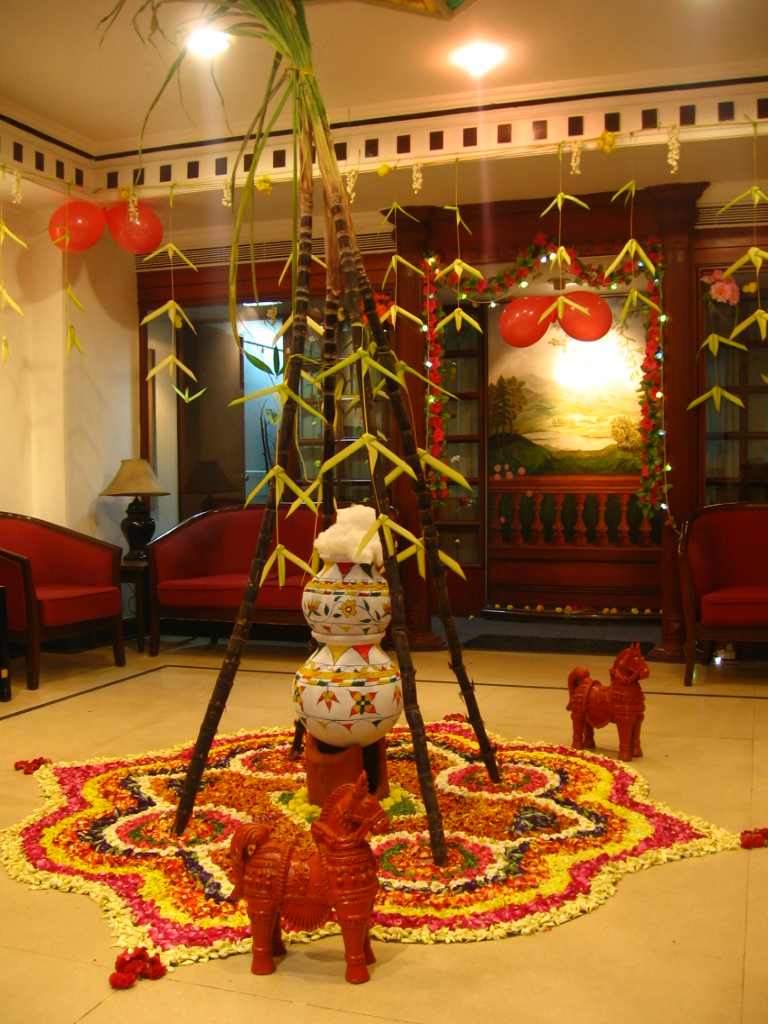
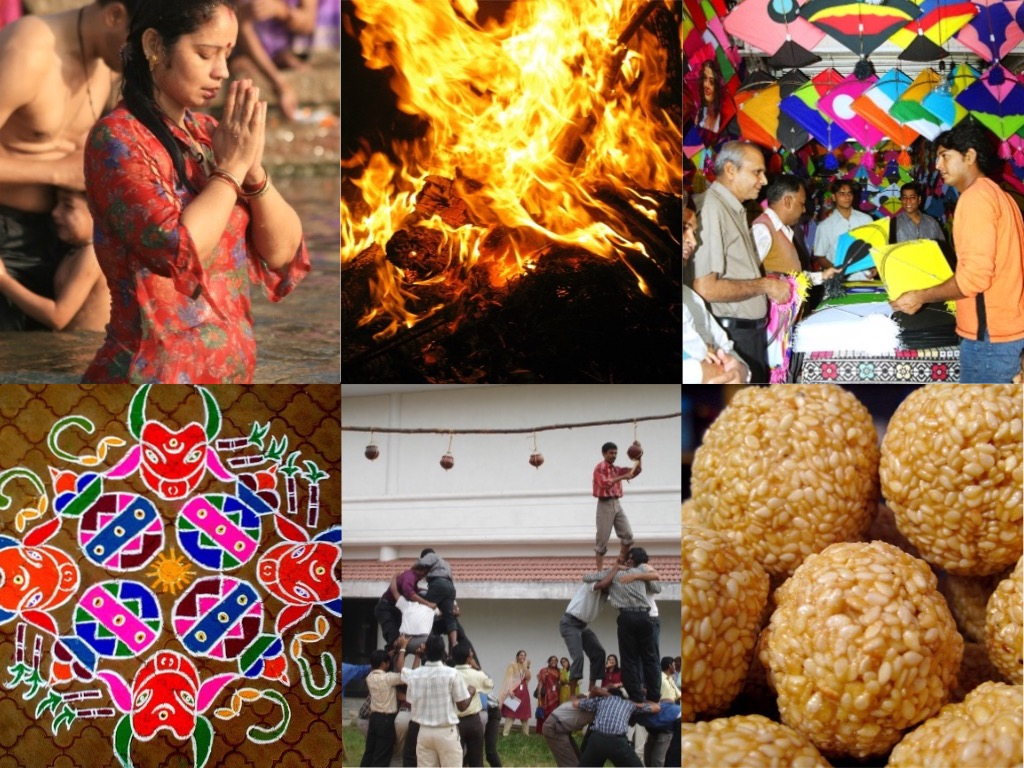